# Headroom Studios
Headroom Studios — музична студія звукозапису у Філадельфії, штат Пенсільванія, заснована у 2008 році.
Рекорд студію створили Кайл Пуллі (Kyle Pulley) та Джо Рейнхарт (Joe Reinhart).
У 2008 році рекорд-студія розташовувалась в невеликому складському приміщенні в Північній Філадельфії.
У 2014 році вони переїхали у комерційне приміщення в районі Кенсінгтона в Північної Філадельфії та інвестували в добре підібрану колекцію музичних інструментів і цифрового/аналогового обладнання.
У Headroom Studios є дві студії різного розміру, щоб задовольнити потреби артистів, гуртів, позаштатних інженерів і продюсерів, а також кімната відпочинку для клієнтів з інших міст.
Пуллі та Рейнхарт були однокласниками по коледжу, і брали активну участь у філадельфійській панк-сцені DIY. Вони вирішили об'єднатися після закінчення школи, щоб створити студію, щоб розпочати свою кар'єру в музиці.
Окрім того, що вони продюсери, Пуллі та Рейнхарт є активними музикантами, Кайл Пуллі грає в гурті Thin Lips, а Джо Рейнхарт виступає в гурті Hop Along.
Неповний список виконавців, які співпрацювали з рекорд-студією Headroom Studios: Modern Baseball, Hop Along, Algernon Cadwallader, Remo Drive, Adult Mom, Shamir, The Districts, Alex G, Frances Quinlan, Prince Daddy &amp; The Hyena, Beach Bunny, Joyce Manor, Diet Cig, Kississippi, Thin Lips, Bad Moves, Mal Blum, Field Mouse, The World is a Beautiful Place and I Am Nonger Afraid to Die, Mt.Joy, Vundabar, Timeshares, Snowing, Katie Ellen.